# Frauendorf (Amt Ortrand)

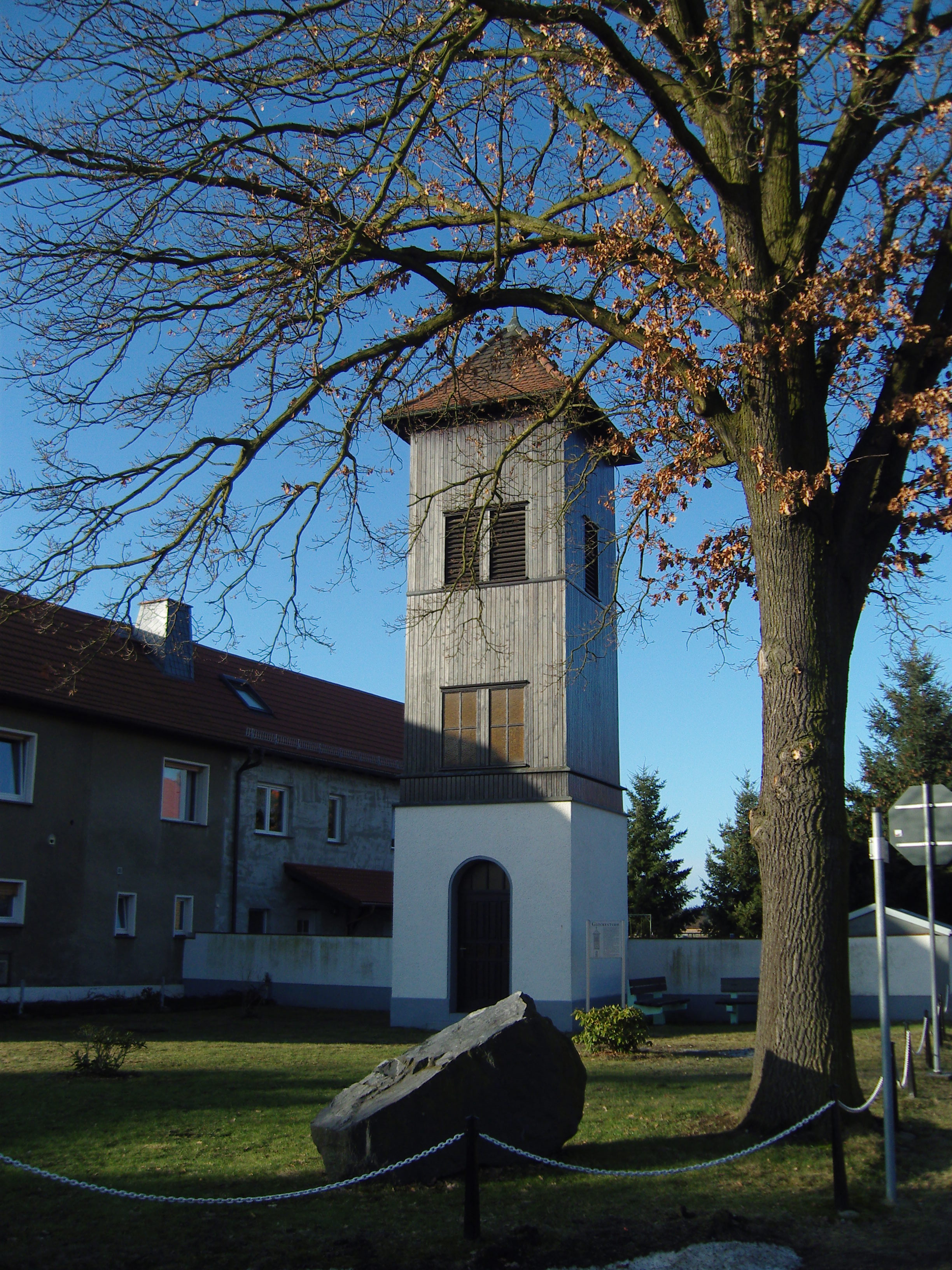
Glockenturm in Frauendorf

Frauendorf ist eine Gemeinde im Landkreis Oberspreewald-Lausitz in Brandenburg. Sie gehört dem Amt Ortrand mit Sitz in Ortrand an.

## Geografie
Frauendorf liegt in der Oberlausitz westlich der Pulsnitz, die die Grenze zum Schraden darstellt. Westlich des Ortes liegen Orte des Amtes Ortrand – Tettau im Nordwesten und Lindenau südwestlich. Südlich von Frauendorf befindet sich die Stadt Ortrand mit dem Ortsteil Burkersdorf. Im Südosten grenzt die Gemeinde Kroppen. Östlich liegt Arnsdorf und nordöstlich die Stadt Ruhland. Nördlich der Gemeinde fließt die Schwarze Elster. Ebenfalls nördlich befinden sich die sogenannten Heidehäuser, die zur Gemeinde gehören.
Östlich von Frauendorf liegt eine Teichlandschaft, die aus dem Elseteich, Theresienteich und Louisenteich besteht.

## Gemeindegliederung
Zur Gemeinde gehören die Wohnplätze Heidehäuser und Weidmannsruh.

## Geschichte
Das Straßendorf Frauendorf wurde 1366 erstmals erwähnt. Es ist vermutlich eine Gründung des Hochstifts Naumburg. Der Ortsname bedeutet Dorf unserer lieben Frau und bezieht sich somit auf die Gottesmutter Maria. Der Name entwickelte sich von Vrauwendorff im Jahr 1406 über Frawindorff by Ruland 1430 und Frawendorff 1518 zu Frauendorff 1551.
Frauendorf lag an einer alten Handelsstraße von Böhmen zur Ostsee. Der Brückenzoll musste bei den heutigen Bärhäusern entrichtet werden. Die Grundherrschaft über Frauendorf übte das Rittergut Frauendorf aus, das 1518 erstmals erwähnt wurde. Im Oberlausitzer Musterungsregister wird am 2. Januar 1551 die Familie von Rosenhagen als Besitzer von Frauendorf genannt. Gepfarrt war Frauendorf seit 1540 nach Kroppen. Im 17. Jahrhundert wurde die Lindenauer Kirche nach Frauendorf versetzt. Nachdem die Frauendorfer Kirche 1660 oder 1661 durch einen Sturm umgeweht wurde, ließ sie der Dorfbesitzer Bernhard von Könritz 1671 wieder aufbauen.
In der Frauendorfer Kirchenchronik wird 1861 der königlich-sächsische Minister Detlev Graf von Einsiedel als weiterer Besitzer geführt. Im Herbst 1871 verkauften die Einsiedelschen Erben alle Besitzungen. Von 1900 bis 1902 wurde das Schulgebäude erbaut, das heute als Kindergarten genutzt wird.
Verwaltungsgeschichte
Durch den Wiener Kongress 1815 kam Frauendorf, das bis dahin zum Kurfürstentum und späteren Königreich Sachsen gehört hatte, zum Königreich Preußen. Die Gemeinde wurde Teil des Landkreises Hoyerswerda der Provinz Schlesien. Da der Landkreis westlich der Oder-Neiße-Linie lag, wurde er 1945 Teil der sowjetischen Besatzungszone und in das Land Sachsen eingegliedert. Im Jahr 1952 kam Frauendorf zum neugegründeten Kreis Senftenberg im DDR-Bezirk Cottbus (1990–1993 im Land Brandenburg). Seit der Kreisreform 1993 liegt die Gemeinde im Landkreis Oberspreewald-Lausitz.
Am 19. Mai 1974 wurde Frauendorf gemeinsam mit dem benachbarten Lindenau nach Tettau eingemeindet. Am 05./06.12.1993 wurde Frauendorf aus Tettau ausgegliedert und eine eigenständige Gemeinde. Seit 1992 gehörten sie zum Amt Ortrand.

## Bevölkerungsentwicklung
| Jahr | Einwohner |
| ---- | --------- |
| 1875 | 600       |
| 1890 | 600       |
| 1910 | 650       |
| 1925 | 685       |
| 1933 | 780       |
| 1939 | 849       |

| Jahr | Einwohner |
| ---- | --------- |
| 1946 | 940       |
| 1950 | 997       |
| 1964 | 957       |
| 1971 | 917       |
| 1981 | 937       |
| 1985 | 937       |

| Jahr | Einwohner |
| ---- | --------- |
| 1990 | 937       |
| 1995 | 818       |
| 2000 | 829       |
| 2005 | 798       |
| 2010 | 756       |
| 2015 | 696       |

| Jahr | Einwohner |
| ---- | --------- |
| 2020 | 704       |
| 2021 | 697       |
| 2022 | 699       |
| 2023 | 711       |
| 2024 | 705       |

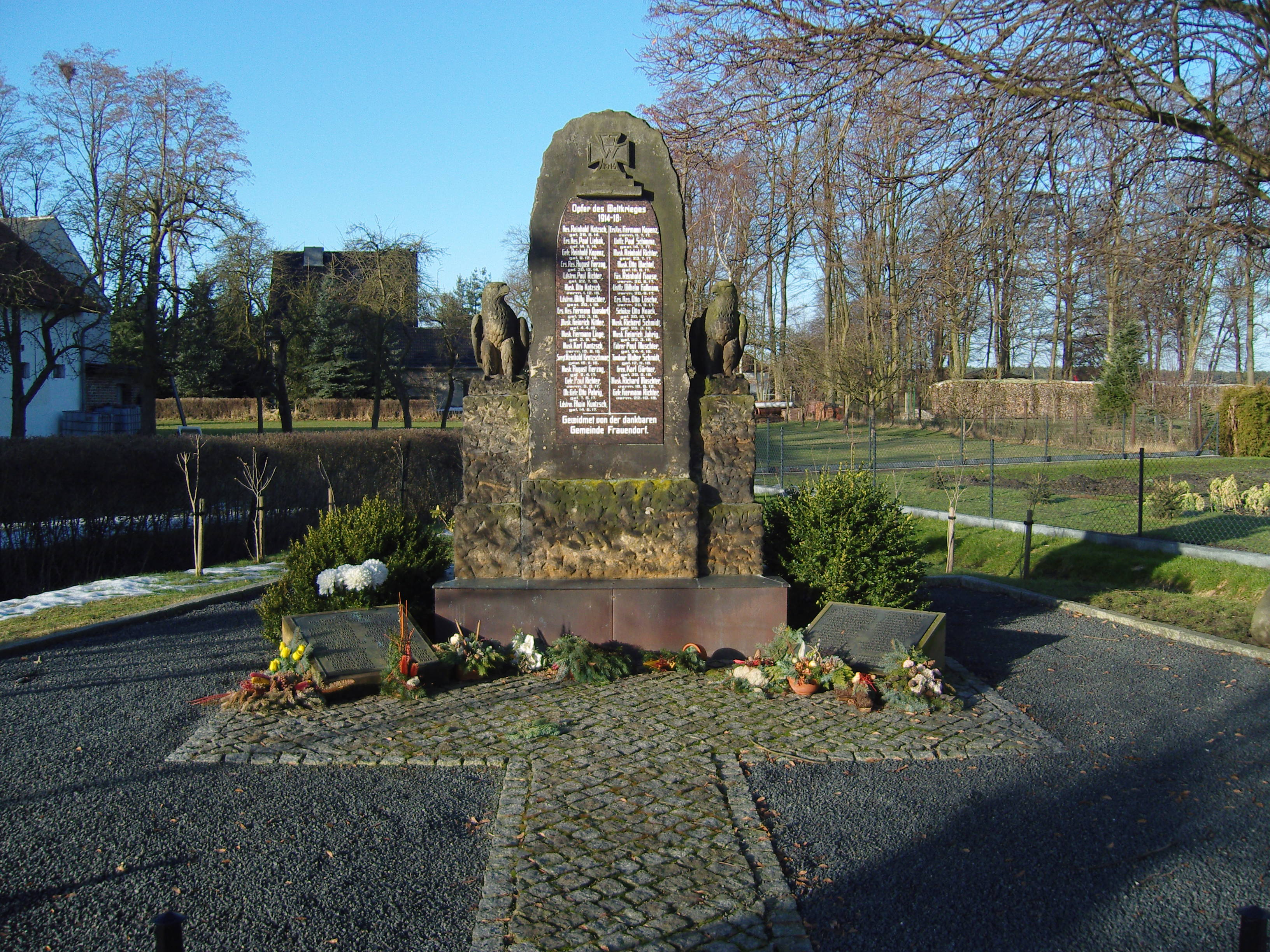
Kriegerdenkmal

Gebietsstand des jeweiligen Jahres, Einwohnerzahl: Stand 31. Dezember (ab 1991), ab 2011 auf Basis des Zensus 2011, ab 2022 auf Basis des Zensus 2022

## Politik

### Gemeindevertretung
Die Gemeindevertretung von Frauendorf besteht aus acht Gemeindevertretern und dem ehrenamtlichen Bürgermeister. Die Kommunalwahl am 9. Juni 2024 führte bei einer Wahlbeteiligung von 80,4 % zu folgendem Ergebnis:
| Wählergruppe              | Stimmenanteil | Sitze |
| ------------------------- | ------------- | ----- |
| Wählergruppe Seniorenclub | 100 %         | 8     |

### Bürgermeister
- seit 1998: Mirko Friedrich (Wählergruppe Seniorenclub Frauendorf)[8]

Friedrich wurde bei der Bürgermeisterwahl am 9. Juni 2024 ohne Gegenkandidat mit 88,3 % der gültigen Stimmen für eine weitere Amtszeit von fünf Jahren gewählt.

## Sehenswürdigkeiten
In der Nacht vom 25. zum 26. Dezember 1909 wurde die Kirche ein Opfer der Flammen. Im Jahr 1920 schenkte die Aktiengesellschaft Lauchhammer der Gemeinde Frauendorf den noch heute stehenden Glockenturm. Am 21. Juni 1992 bekam die Gemeinde ein neues Kirchgemeindehaus. Daneben befindet sich ein kleiner Park. Vor dem Eingang des Kirchgemeindehauses steht eine unter Naturschutz stehende Eiche.
In der Dorfmitte steht ein Kriegerdenkmal für die Gefallenen des Ersten Weltkriegs mit Gedenkplatten für die Opfer des Zweiten. Neben dem Kriegerdenkmal befindet sich ein Steinkreuz.
Auf dem 2001 neugestalteten Friedensplatz befinden sich Sitzbänke und eine Schwengelpumpe.
Die Bodendenkmale sind in der Liste der Bodendenkmale in Frauendorf (Amt Ortrand) aufgeführt.

## Verkehr
Frauendorf liegt an der Kreisstraße K 6606 zwischen Tettau und Ortrand. Die Anschlussstelle Ortrand der A 13 Berlin–Dresden ist etwa 5 km entfernt.

## Persönlichkeiten
- Horst Kotsch (1951–2020), Fußballspieler und -trainer, in Frauendorf geboren